# Chiselițeni, Putila
Chiselițeni, întâlnit și sub forma Chiselița (în ucraineană Киселиці, transliterat: Kîselîți și în germană Kisselitza sau Kisseliczeni) este un sat reședință de comună în raionul Putila din regiunea Cernăuți (Ucraina). Are 881 locuitori, în totalitate ucraineni (huțuli).
Satul este situat la o altitudine de 591 metri, pe malul râului Putila, în partea de centru a raionului Putila. De această comună depind administrativ satele Hrobișce, Ploșchi, Poleachivsche și Sokolii.

## Istorie
Localitatea Chiselițeni a făcut parte încă de la înființare din regiunea istorică Bucovina a Principatului Moldovei. După anexarea Bucovinei de către Imperiul Habsburgic în anul 1775, localitatea Chiselițeni a făcut parte din Ducatul Bucovinei, guvernat de către austrieci, făcând parte din districtul Putila (în germană Putilla). 
În anul 1848, comunitatea huțulă locală a sprijinit activ răscoala iobagilor condusă de Luchian Cobiliță.
După Unirea Bucovinei cu România la 28 noiembrie 1918, satul Chiselițeni a făcut parte din componența României, în Plasa Putilei a județului Rădăuți. Pe atunci, majoritatea populației era formată din ucraineni. 
Ca urmare a Pactului Ribbentrop-Molotov (1939), Bucovina de Nord a fost anexată de către URSS la 28 iunie 1940, reintrând în componența României în perioada 1941-1944. Apoi, Bucovina de Nord a fost reocupată de către URSS în anul 1944 și integrată în componența RSS Ucrainene. 
Începând din anul 1991, satul Chiselițeni face parte din raionul Putila al regiunii Cernăuți din cadrul Ucrainei independente. Conform recensământului din 1989, toți locuitorii satului s-au declarat de etnie ucraineană . În prezent, satul are 881 locuitori, în totalitate ucraineni.

## Demografie
Componența lingvistică a localității Chiselițeni
     Ucraineană (99,77%)
     Alte limbi (0,22%)
Conform recensământului din 2001, majoritatea populației localității Chiselițeni era vorbitoare de ucraineană (99,77%), existând în minoritate și vorbitori de alte limbi.
1989: 752 (recensământ) 
2007: 881 (estimare)

## Recensământul din 1930
Componența etnică a comunei Chiselițeni (județul Rădăuți)
     Români (1,12%)
     Evrei (1,22%)
     Ruteni (8,51%)
     Huțuli (89,15%)
Componența confesională a comunei Chiselițeni
     Ortodocși (97,23%)
     Mozaici (1,22%)
     Greco-catolici (0,55%)
     Nedeclarată (1%)
Conform recensământului efectuat în 1930, populația comunei Chiselițeni se ridica la 905 locuitori. Majoritatea locuitorilor erau huțuli (89,15%), cu o minoritate de evrei (1,22%), una de ruteni (8,51%) și una de români (1,12%). Din punct de vedere confesional, majoritatea locuitorilor erau ortodocși (97,23%), dar existau și greco-catolici (0,55%), mozaici (1,22%) și persoane care nu au declarat religia (1,0%).

## Obiective turistice
- Stânca din Chiselițeni - grupare de stânci aflate pe malul drept al râului Putila [4]
- Stânca din Torăceni - grupare de stânci aflate pe malul drept al râului Putila [5]
- Biserica cu hramul "Sf. Treime" - construită în anul 1828 [6].